# Angham
Angham Mohamed Ali Suleiman (em árabe: أنغام محمد علي سليمان; nascida a 19 de janeiro de 1972 em Alexandria) é uma actriz, cantora e compositora egípcia com uma carreira na música pop que iniciou em 1987. Como actriz, a sua carreira começou na década do 2000, realizando a sua estreia na comédia romântica Leila Men Alf Leila. Na actualidade é uma das personalidades do espectáculo mais notáveis de Egipto.

## Carreira

### Música
A sua estreia realizou-se em 1987 sob a tutoria do seu pai, Mohammad Suleiman. Depois do seu afastamento de Magdy Aref no ano 2000, Angham tomou o controle da sua carreira musical. O álbum Leih Sebtaha valeu-lhe o reconhecimento na cena musical de Médio Oriente. Após uma disputa muito publicitada entre ela e o presidente da companhia discográfica Alam El Phan, Mohsen Gaber, Angham descartou o seu contrato e assinou com a discográfica Rotana Records.
Em 2005 publicou o álbum Bahibbik Wahashteeny, produção que foi um sucesso crítico, mas que comercialmente não obteve o lucro esperado. Depois de dois anos, Angham regressou ao topo do pop árabe em 2007 com seu álbum Kolma N'arrab, disco que vendeu mais de meio milhão de cópias no mundo árabe em três meses e que conseguiu a certificação de platina.

### Actuação
Angham começou a ter aulas de actuação no ano 2000. Fez a sua estreia como actriz na comédia romântica Leila Men Alf Leila protagonizada pelo proeminente actor Yehia el Fakharany. A sua segunda experiência como actriz ocorreu no drama Rossassa fil Alb, com guião escrito por Toufic Hakeem.
Rossassa fil Alb converteu-se na actuação mais reconhecida e aclamada de Anghm. Depois do seu sucesso ofereceram-lhe uma grande quantidade de papéis, entre os quais se destacam Sahar elLayali (filme nomeado para melhor filme estrangeiro nos Prémios da Academia em 2003), Shiqet Maser el Jadida e Aan el Ashk Wel Hawa, mas ela decidiu recusa-los para focar-se na sua carreira musical.

## Discografia

### Álbuns de estúdio
- 1987: Fil Rokn el Baeed el Hady
- 1988: Awal Gawab
- 1989: Lalili Lali
- 1989: Layeg
- 1989: Shokran
- 1990: Ettafakna
- 1991: Bibasata Kida
- 1992: Inta El A'alam
- 1992: Shayfak
- 1993: Ella Ana
- 1994: Inta Mahboubi
- 1995: Baollak Eih
- 1996: Akdar
- 1996: Shey Daa'
- 1997: Betheb Meen
- 1998: Khally Bokra li Bokra
- 1999: Wahdaniya
- 2001: Leih Sebtaha
- 2003: Omry Maak
- 2005: Bahibbik Wahashteeny
- 2007: Kolma Ni Arrab
- 2009: Nefsy Ahebbak
- 2010: Alhekaya Almohamadia
- 2010: Mahaddesh Yehasebni[7]
- 2015: Ahlam Barea'a

### Singles
- "Nehlam Eih"
- "Mahabba"
- "Le Soal"
- "Maizza"
- "Khaleeny Maak"
- "El Ard Hiya Hiya"
- "Azeez We Ghali"
- "Elamaken"
- "Ana Mnel Balad Dee"
- "Mitel el Awal"
- "Hadeeth el Sabah Wel Masaa"
- "Ra' w Ein"
- "Ya Rab"
- "Hekayat elGharam"
- "Ma Bataallemsh"
- "Ynayer"
- "Sebto"
- "Aeish Galby"
- "Law Kont"
- "Ajmal Makan"
- "Ann Farh Ghayeb"